# 同位穿孔检验机器人丸
《バッテンロボ丸》（假名：バッテンロボまる），是1982年10月3日至1983年9月25日在富士电视台播映，共51集的儿童性机器人特摄节目，同時也是及主角机器人的名称。東映不可思議喜劇系列第2部作品。也是石森章太郎原作的機器人搞笑系列，繼小露寶、機器人110番(小百寶)、機器人小8之後的第四部作品。

## 概要
機器人丸在由丸丸星前往貝肯星的途中，被小學生海野娜娜子的全壘打擊中肚臍(弱點)，因此掉落在地球上。而就此住進海野照相館，開始在人類、機器人、恐龍共存的卡林糖新鎮的生活....

## 演员
- 海野遙香：榊原るみ
- 海野娜娜子：富岡香織
- 海野大助：朝比奈尚行
- 比間田会長：佐渡稔
- 屯田博士：市川勇

## 幕後人员
- 导演：広田茂穂、岡本明久、高橋勝、加藤盟、佐伯孚治、坂本太郎、
- 编剧：松本功、清水東、松浦繁治、浦沢義雄、山崎晴哉、土屋斗紀雄、関ひろみ、大和屋竺、加藤盟